# Kanarenmeise

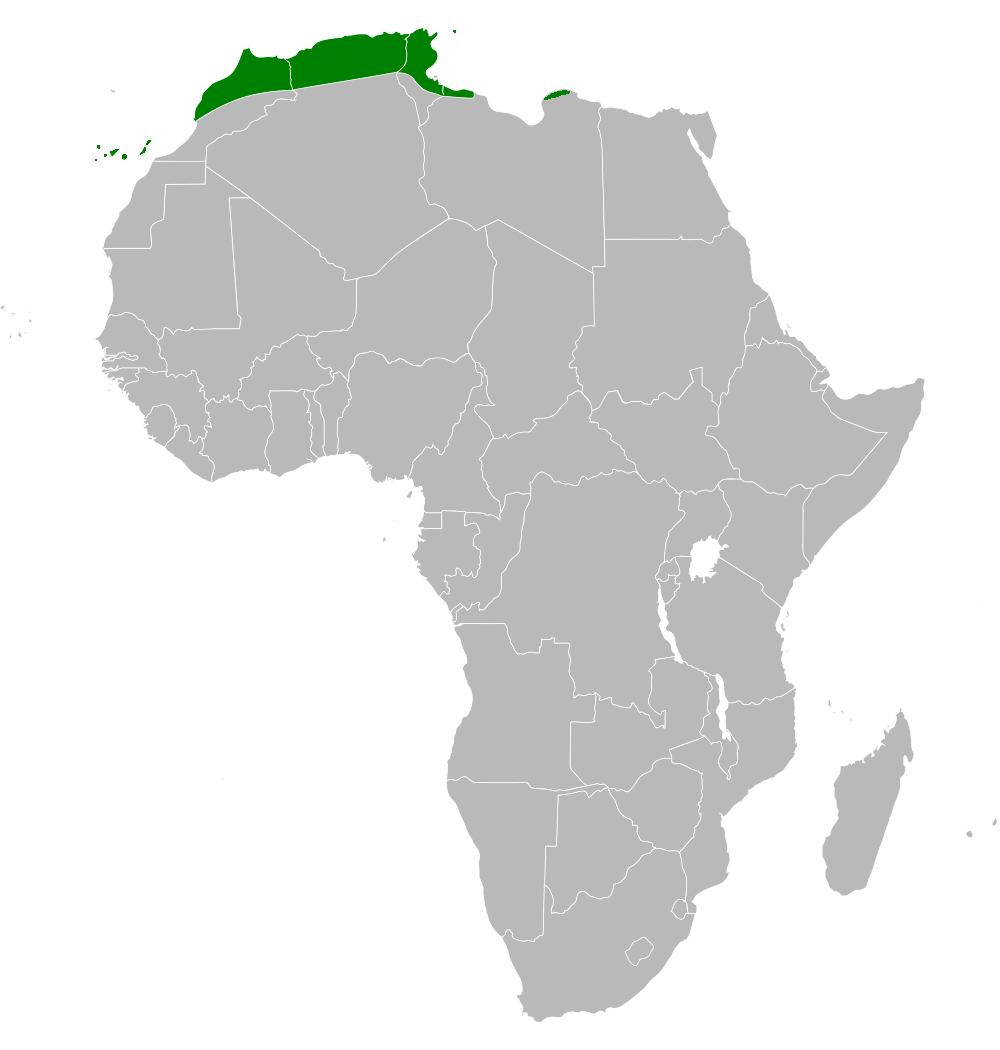
Verbreitungsgebiet der Kanarenmeise

Die Kanarenmeise oder Ultramarinmeise (Cyanistes teneriffae) ist ein Vogel der Familie Meisen (Paridae), der in kühlen, gemäßigten Wäldern der Kanarischen Inseln und Nordwestafrikas vorkommt. Die Kanarenmeise und die Blaumeise wurden früher zur selben Art zusammengefasst.

## Aussehen und Merkmale
Die Kanarenmeise ist etwa 12 cm lang und wiegt durchschnittlich 10 g.
Stirn und Überaugenstreif sind weiß und rahmen eine tiefblaue Kopfplatte. Zügel und Augenstreif sind schwärzlich und über den blaugrauen Nacken verbunden, sie grenzen gemeinsam mit einem schwarzen Kinn und Halsband die weißen Wangen und Ohrdecken ein. Das Rücken-, Bürzelgefieder und die Flügeldecken sind blaugrau. Flügel- und Schwanzfedern sind grau mit blauen Außenfahnen. Die Körperunterseite ist dunkelgelb mit einem schwarzen Längsstreifen auf dem Bauch. Die Unterschwanzdecken sind grünlich gelb, die Unterflügeldecken gelb. Die Iris ist dunkelbraun bis schwarz, der kleine spitze Schnabel schiefergrau bis schwarz mit blasseren Schneidkanten. Die Beine sind dunkelgrau. Bei adulten Tieren ist kein Geschlechtsdimorphismus vorhanden. Bei Jungtieren sind Überaugenstreif, Nacken und Ohrdecken gelb, die Kopfplatte und Körperoberseite ist grünlich-blau bis olivgrün, die Körperunterseite ist matter gelb, teilweise gräulich oder braun, und der schwarze Bauchstreif fehlt in der Regel.
Die Unterart palmensis ist matter gefärbt als die Nominatform. Die Kopfplatte ist schwarz, der weiße Überaugenstreif und der schwarze Augenstreif sind breiter. Allgemein ist die Körperoberseite grauer, manchmal grünlich gefärbt. Flügeldecken und Schwungfedern haben einen feinen weißen Rand. Brust und Flanken sind matter gelb, der Bauch immer weiß, der schwarze Bauchstreifen ist ungleichmäßig gezeichnet oder fehlt gänzlich. Die Unterart ombriosus ist der Nominatform ähnlich, aber etwas größer. Mantelfedern, Rücken und Schultern sind olivgrün bis grau. Die Flügeldecken haben einen feinen weißgrauen Rand. Der schwarze Bauchstreif ist schmaler. Die Unterart degener  hat eine schwarze Krone, einen schmaleren weißen Überaugenstreif und das schwarzblaue Halsband ist schmaler und blasser. Die Körperoberseite ist grau. Die Flügeldecken haben einen deutlichen breiten und die Armschwingen einen feinen weißen Rand. Die Körperunterseite ist matter gelb.

## Unterarten

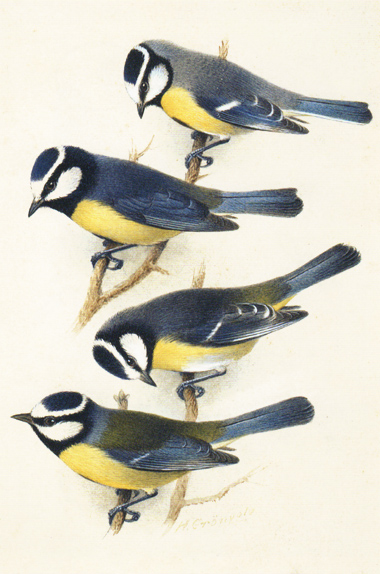
Unterarten der Kanarischen Inseln

Nach der International Ornithological Union sind sieben Unterarten bekannt. Die Unterarten Cyanistes teneriffae ultramarinus und Cyanistes teneriffae cyrenaicae werden allerdings auch als Unterarten der Blaumeise oder als eigenständige Art angesehen.
- C. t. ultramarinus (Bonaparte, 1841)[5]: von Marokko bis in den Norden Tunesiens
- C. t. cyrenaicae (Hartert, 1922)[6]: im Nordosten Libyens
- C. t. degener (Hartert, 1901)[7]: Fuerteventura und Lanzarote (östliche Kanarische Inseln)
- C. t. ombriosus (Meade-Waldo, 1890)[8]: El Hierro (Südwesten der Kanarischen Inseln)
- C. t. palmensis (Meade-Waldo, 1889)[9]: La Palma (westliche Kanarische Inseln)
- C. t. teneriffae (Lesson, 1831)[10]: La Gomera und Teneriffa (zentrale Kanarische Inseln)
- C. t. hedwigii (Dietzen, Garcia-del-Rey, Castro & Wink, 2008)[11]: Gran Canaria (zentrale Kanarische Inseln)

## Verhalten und Fortpflanzung

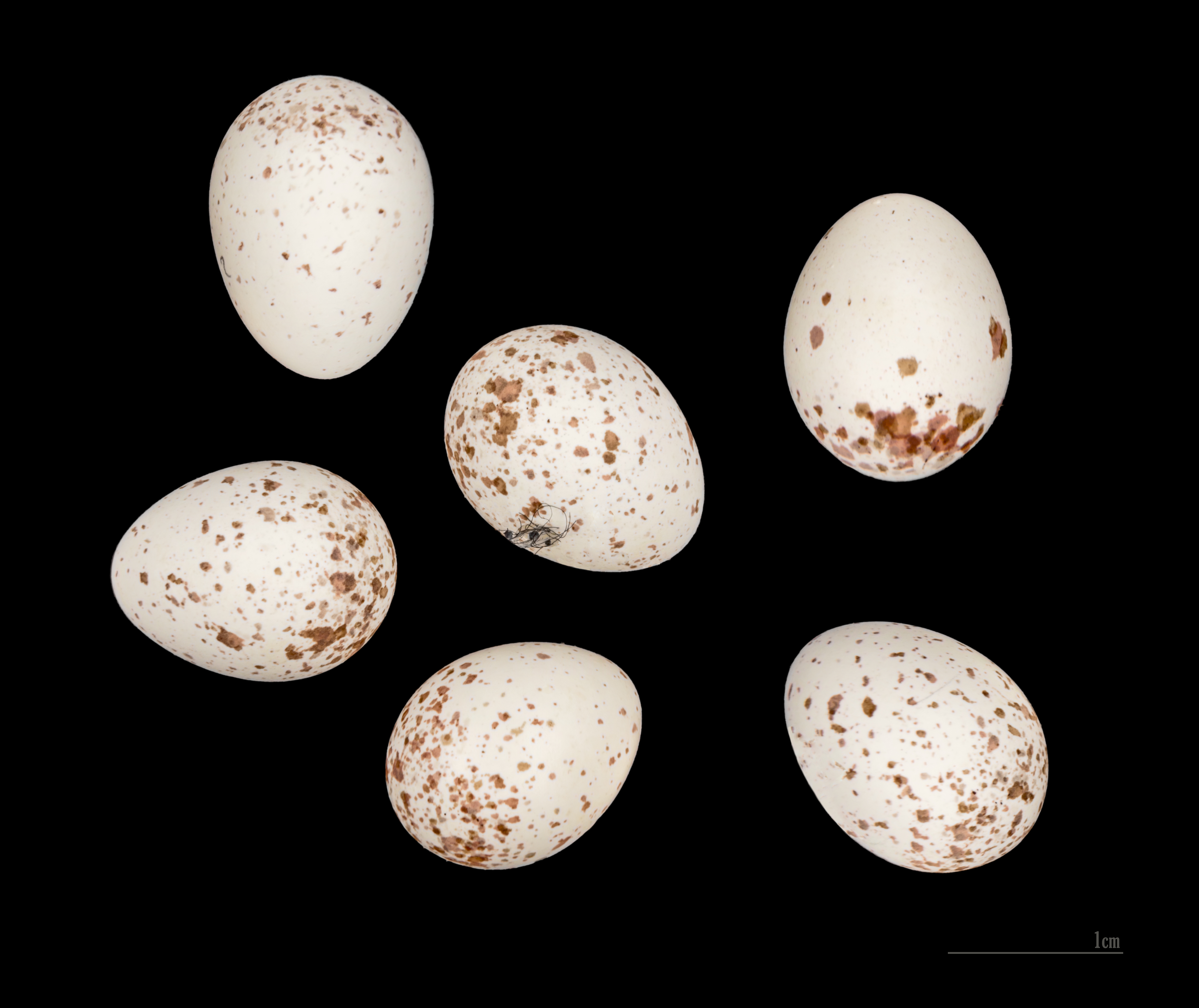
Kanarenmeise

Die Kanarenmeise nistet von März bis Juli in Spalten von Gemäuern, Felsen oder Bäumen. Das Gelege besteht in der Regel aus 2–3 Eiern.
Die Kanarenmeise brütet von Februar bis Juli, selten auch von Oktober bis Januar in den Tieflagen von Bergregionen. Das Nest ist jenem der Blaumeise ähnlich, wird mit Moosen, Nadeln, Blättern und Federn gepolstert und befindet sich in der Regel 3 Meter über dem Boden in Spalten von Bäumen, Gemäuern oder Felsen, Nistkästen werden auch angenommen. Das Gelege besteht aus bis zu 6 Eiern.
Sie ist ein Standvogel, der meist paarweise oder alleine, selten in Gruppen anzutreffen ist.
Die Nahrung der Kanarenmeise besteht aus Blattläusen, kleinen Schmetterlingen und Käfern, sowie deren Larven. Sie wird auf Bäumen und im Unterholz gesucht, teilweise kopfüber hängend an Ästen, Tannenzapfen und Blättern.